# Ortrand
Ortrand (sorbisch Wótrań) ist eine amtsangehörige Stadt im Landkreis Oberspreewald-Lausitz in Brandenburg. Sie ist Sitz der Amtsverwaltung des Amtes Ortrand.

## Geografie
Der Stadtkern ist eingeschlossen von der Pulsnitz im Norden, der A 13 im Westen (Anschlussstelle Ortrand) und der Eisenbahnlinie Großenhain–Cottbus (als Cottbus-Großenhainer Eisenbahn durch Karl Eduard Zachariae von Lingenthal begründet).
Ortrand ist einer der wenigen Orte im südlichen Teil des Landkreises Oberspreewald-Lausitz, der nicht in der Lausitz, sondern im Schraden liegt. Zur Stadt Ortrand gehört der Wohnplatz Burkersdorf. Dieser hingegen befindet sich noch in der Oberlausitz.

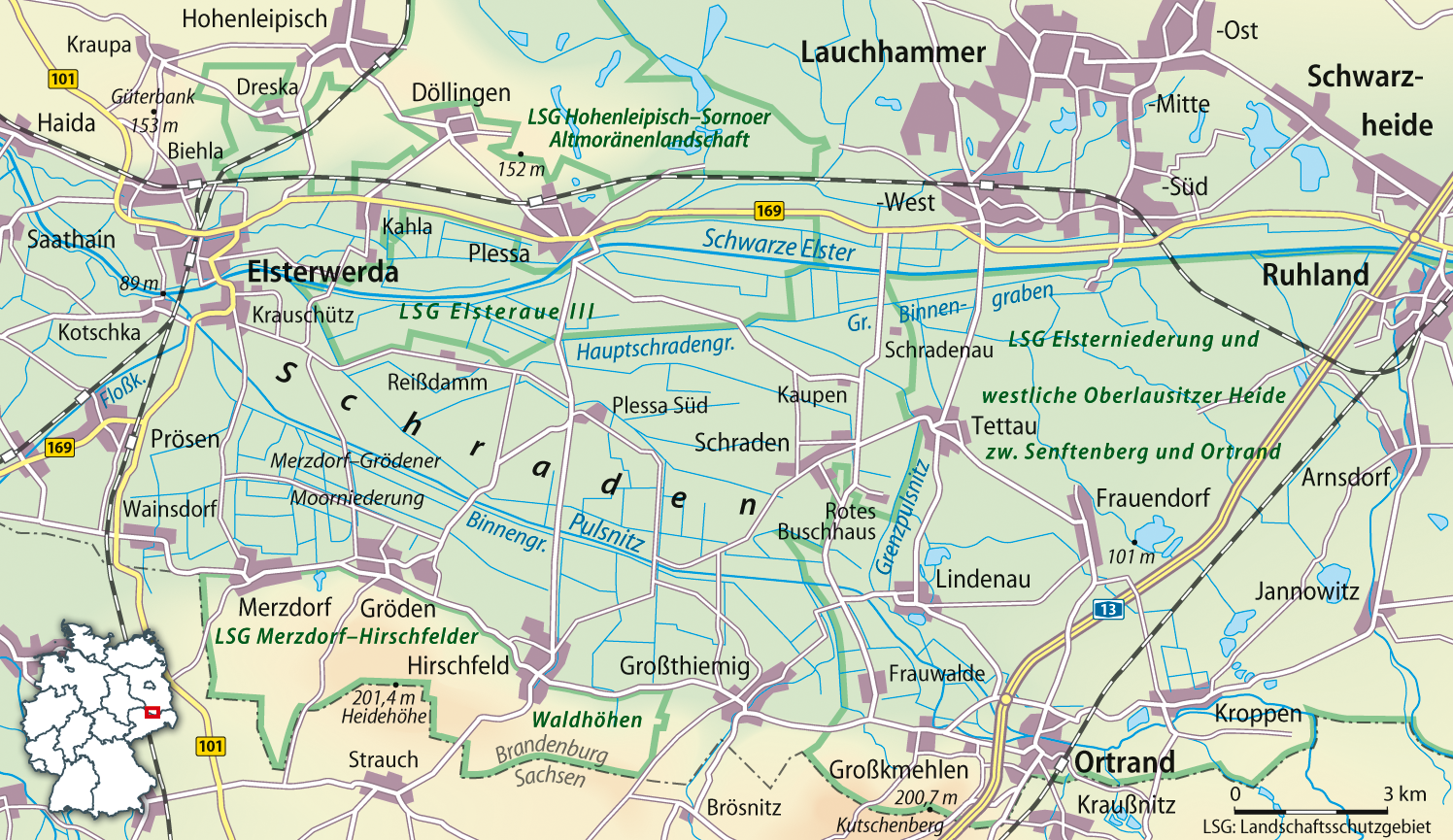
Lage Ortrands am Schraden

## Geschichte

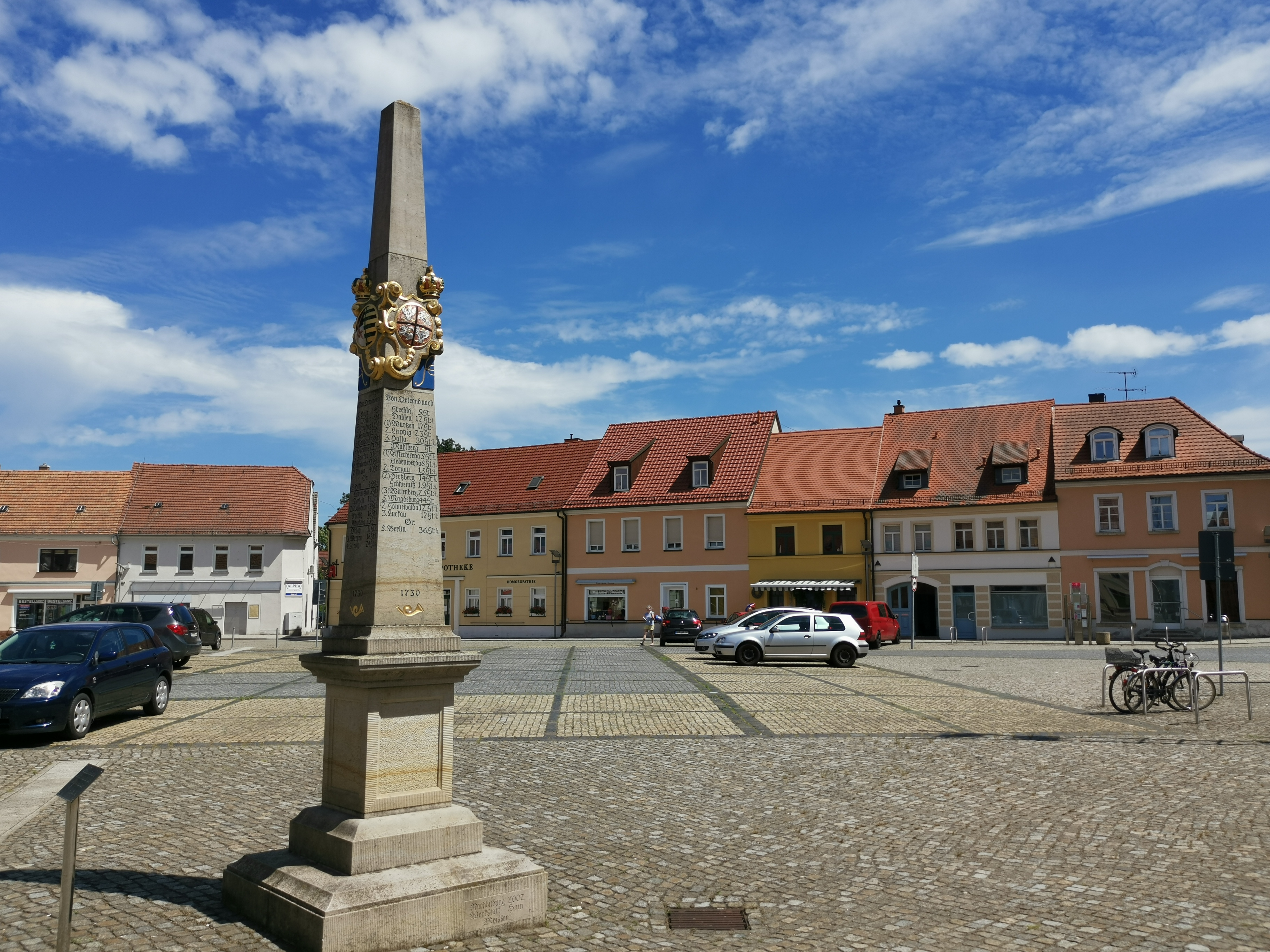
Postmeilensäule auf dem Marktplatz

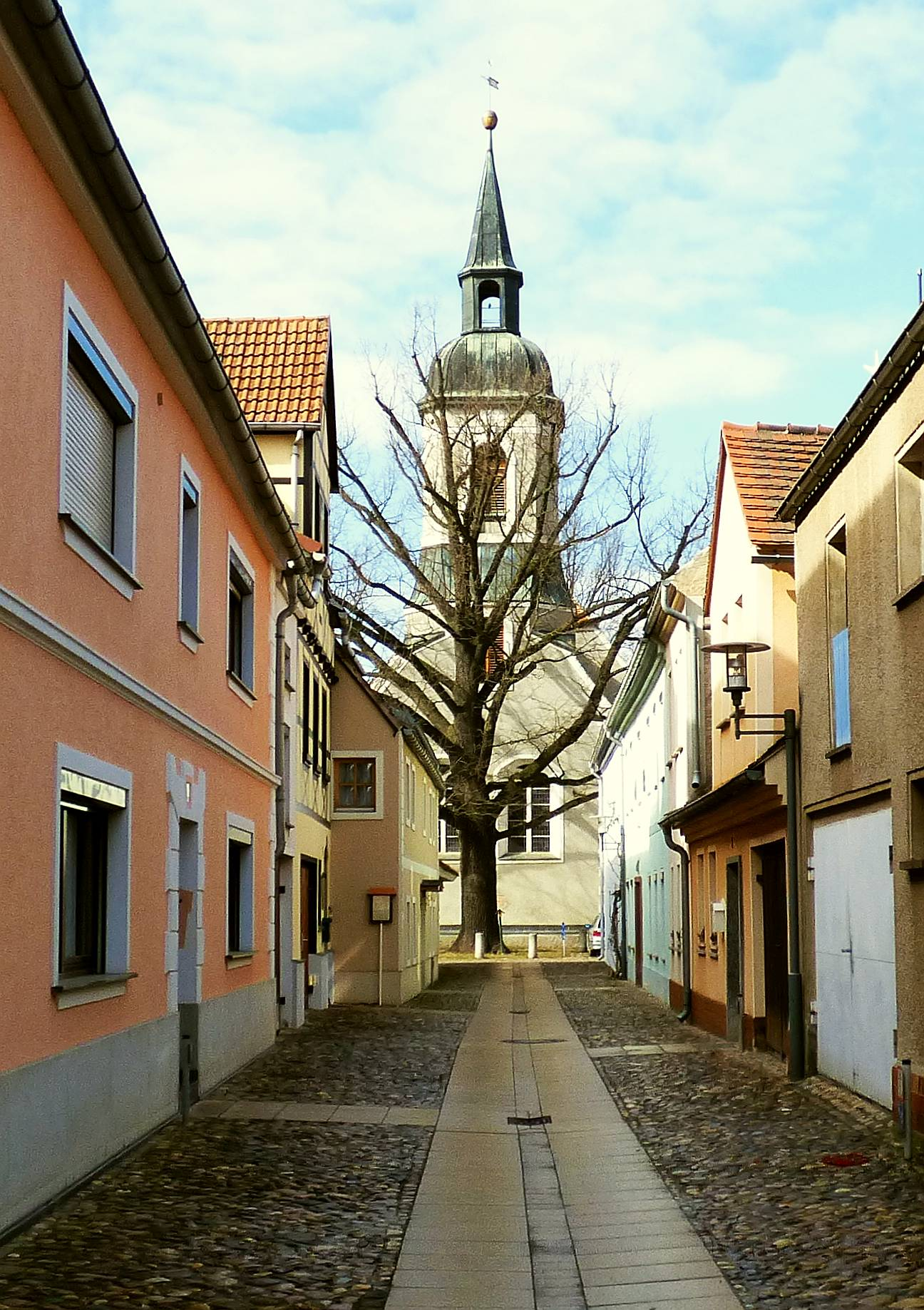
Kirchgasse mit der St.-Barbara-Kirche im Hintergrund

### Entstehung
Ortrand entstand am Schnittpunkt zweier Handelswege. Vor einer Furt durch die Pulsnitz kreuzten sich Nebenzweige der von Nord nach Süd verlaufenden Handelsroute von der Ostsee nach Böhmen und der Hohen Straße, die in Ost-West-Richtung verlief und eine wichtige Verbindung auf dem Jakobsweg war. Es ist anzunehmen, dass hier im Hochmittelalter ein Rastplatz entstand, der zum Ostteil des Burgwards Strehla gehörte. Im Zuge der deutschen Ostkolonisation entstanden möglicherweise bereits eine Jakobskirche und eine Kaufmannssiedlung. Auch die Anlage einer Burg am Grenzfluss zur Überwachung der Handelswege ist anzunehmen, jedoch fehlen dafür noch archäologische Nachweise. Auffällig ist, dass sich um Ortrand ein deutsches Siedlungszentrum ohne slawisches Fundgut entwickelte. Die Stadt Ortrand wurde vermutlich zum Ende des 12. Jahrhunderts gegründet, die einzelnen Siedlungsteile Burgviertel, Kaufmanns- und Marktsiedlung mit Jakobskirche wurden zusammengelegt. Die zentrale Lage des Marktes lässt eine geplante Anlage der Stadt erkennen, die die Nord-Süd-Handelsstraße einschließt. Der Name Ortrand weist auf die Grenzlage der Stadt zwischen den Gauen Daleminzi, Lusizi und Milzeni hin, die an der Grenzpulsnitz aneinanderstießen.
Seine erste schriftliche Erwähnung fand das oppidum Ortrant in einem Vergleich zwischen dem Naumburger Bischof Engelhard und Heinrich dem Erlauchten, Markgraf von Meißen, vom 26. November 1238. In dieser in Groitzsch ausgestellten Urkunde bestätigt der Markgraf dem Bischof das Anlegen von Befestigungen, das Münzrecht und gelobt den Besitzstand des Bischofs zu schützen. Im Gegenzug belehnte der Bischof den Markgrafen unter anderem mit Ortrand, das zum Hochstift Naumburg gehörte. In der Urkunde wird ausdrücklich erwähnt, dass dies bereits Heinrichs Vorfahren erteilt wurde. Im Vertrag von Rochlitz 1289 trat Markgraf Albrecht II. der Entartete Ortrand und weitere Gebiete an seinen Sohn Friedrich I. den Gebissenen ab. Im Jahr 1292 belehnte erneut der Bischof von Naumburg Friedrich I. mit Ortrand, das lockere Lehnsverhältnis zum Bistum bestand bis zum Jahr 1446. Ortrand kam 1312 durch den Friedensvertrag von Tangermünde an Brandenburg. Ab 1319 war die Stadt wieder meißnisch und gehörte fortan als Vogtei dem Amt Hayn (Großenhain) an. Dem Schuhmacherhandwerk wurden 1329 durch Heinrich von Schenkwitz Innungsrechte bestätigt. Im Jahr 1407 wurden erstmals Marktfreiheiten erwähnt, die Markgraf Wilhelm I. vergab.

### Frühe Neuzeit bis zum Dreißigjährigen Krieg
Der erste Stadtbrand wird um das Jahr 1400 angenommen, da die Fleischhauer im Jahr 1420 den Markgrafen Friedrich baten, Innungsbriefe zu erneuern. Diese wurden von Markgraf Wilhelm I. vergeben und beim Stadtbrand vernichtet. Die Existenz eines städtischen Rates wurde 1411 erstmals bezeugt, damit erhielt die Stadt die niedere Gerichtsbarkeit. Ortrand wurde während der Hussitenkriege 1429 verwüstet und 1431 niedergebrannt. Im Jahr 1466 wurde mit Bestätigung der Statuen der Schützen erstmals ein Ortrander Bürgermeister, Peter Gösgen, erwähnt. In den Jahren 1469/1470 erfolgte die erste Erwähnung als Amt. Das Amt ging aus der Vogtei hervor, zu ihm gehörten die Dörfer Heinersdorf und Lüttichau sowie zeitweilig im 17. Jahrhundert Kostebrau. Ortrand erwarb im Jahr 1496 die Höllengüter und schloss damit die bereits seit dem 13./14. Jahrhundert zur Stadtflur gehörende Flur der Wüstung Minckwitz an. Im Jahr 1480 nahm die Stadt an einem Landtag in Leipzig teil. Herzog Georg erteilte ihr 1525 das Privileg, ein Rathaus zu bauen, das an der Nordostecke des Marktes errichtet wurde.
Die erste Information über die Reformation in Ortrand stammt aus dem Jahr 1522, als der Ortrander Bürger Lorenz Grubner in Senftenberg eingesperrt wurde, weil er beim Zechgelage Reden führte wie er selbst Martinus wer. Der Ortrander Pfarrer wurde am 1. November 1536 wegen Ungebührlichkeiten beim Abendmahl beschuldigt. Der sächsische Herzog Heinrich der Fromme führte am 22. August 1539 die Reformation in Ortrand ein. Die Kalandhäuser wurden verkauft und dienten als Knaben- beziehungsweise Mädchenschule. Da die Wallfahrer ausblieben, wurde die Herberge in ein städtisches Spital und Armenhaus umgewandelt.
Am 26. September 1546 ereignete sich der zweite große Stadtbrand, dabei wurden 56 Wohnhäuser zerstört. Entsprechend dem Erbbuch des Amtes Hayn hatte die Stadt acht Hufen im Besitz. Im Jahr 1554 erlangte Ortrand die höchste Form städtischer Selbstständigkeit in Sachsen, als es pachtweise die Ober- und Erbgerichte sowie Nieder- und Erbgerichte erhielt. Im Jahr 1560 schloss sie einen neuen Pachtvertrag mit dem Kurfürsten über die Schriftsässigkeit.
Im Jahr 1565 entstand an der Stelle des ehemaligen Schlosses ein Brauereigebäude. Aufgrund des Meilenzwangs wurde das Bier in 23 Ortschaften ausgeschenkt. Neben der Brauerei war die Tuchmacherei ein florierendes Gewerbe in Ortrand. Im Jahr 1566 wurde die Holzrohrwasserleitung aus dem Buchengarten in die Stadt gelegt.
Der dritte große Stadtbrand ereignete sich im Jahr 1612. Die Hälfte der Stadt, etwa 60 Häuser, die Schule, Pfarrkirche und die Lindenauer Vorstadt sowie das benachbarte Burkersdorf brannten nieder. Im Jahr 1616 wurden Ober- und Erbgerichte bestätigt, und beim Landtag 1622 in Torgau war die Stadt vertreten.
Während des Dreißigjährigen Kriegs blieb Ortrand bis 1631 vom Kriegsgeschehen verschont. Der Heerführer der Katholischen Liga Tilly ließ nach der Zerstörung Magdeburgs Truppen ins Kurfürstentum Sachsen marschieren. Um den schwedischen Truppen den Weg zu erschweren, zerstörten sie den Mückenberger Damm bei Ortrand, der den Ort mit Mückenberg und Bockwitz verband.
Aufgrund der bevorstehenden Kriegswirren rief die Stadt Meißen einen Benachrichtigungsdienst auf Gegenseitigkeit ins Leben, dem die Städte Oschatz, Mügeln, Döbeln, Großenhain, Radeburg und Ortrand angehörten. Am 17. September 1631 erhielt man aus Ortrand die Nachricht, dass 30 vom kaiserlichen Kriegsvolk Vertriebene in Ortrand angekommen seien.
Am 29. September 1631 lagerte nach der Schlacht bei Breitenfeld ein Teil des sächsischen Heeres mit 18.000 Mann bei Ortrand. Als es nach drei Tagen abzog, blieb die Pest zurück. Bis zum Jahr 1633 gab es 577 Opfer in der Stadt. Im Jahr 1632 musste Ortrand 28 Männer zur Landesverteidigung stellen.
Hans Georg von Arnim-Boitzenburg erstattete am 19. Juni 1633 dem Kurfürsten Johann Georg I. in Ortrand Bericht über seine Zusammenkunft mit Wallenstein. Wallenstein hatte von Arnim die Grundlagen seines Friedensvertrags mitgeteilt. Nachdem er eine nichtssagende Antwort erhalten hatte, ließ er zwei friedländische Kompanien in Ortrand einfallen. Diese nahmen den Bürgermeister gefangen und drohten, die Stadt in Brand zu setzen. Im Jahr 1634 wurden sächsische Reiter in Ortrand einquartiert, die Kosten in Höhe von über 3200 Talern musste die Stadt tragen.
Kurfürst Johann Georg I. von Sachsen verlieh in einem Rezess am 10. Oktober 1644 der Stadt Ortrand die Schriftsässigkeit.
Aufgrund aufgelaufener städtischer Schulden in Höhe von 9500 Gulden aus den Jahren 1560 bis 1636 entzog am 28. Mai 1636 eine kurfürstliche Kommission dem Stadtrat die Gerichtsbarkeit über die Stadt, Heinersdorf und Lüttichau. Stattdessen wurde ein Amtsverwalter eingesetzt. Der erste Amtsverwalter Genherreff wurde nach drei Jahren wegen Unterschlagung und unrichtiger Rechnungsführung abgesetzt. Nachfolger wurde sein Schwiegersohn Fischer, über den sich der neu eingesetzte Rat 1639 beschwerte. Auch er musste persönlich Haftung für Veruntreuung leisten. Im Jahr 1644 wurden die städtischen Rechte erweitert und 1658 völlig zurückgegeben. Nach dem Dreißigjährigen Krieg war Ortrand völlig verarmt, belastet war die Stadt durch Schulden, Hypotheken und den Kauf des Ortes Heinersdorf. Den Ort verkaufte die Stadt 1681 unter Vorbehaltung gewisser Rechte an Haubold von Miltitz auf Kroppen.

### Neuzeit

Ortrand auf einer geschichtlichen Karte des Kreises Liebenwerda (1910).

Wegen Versumpfungsgefahr wurde 1674 eine Anordnung erlassen, dass Abwässer durch einen gemauerten Kanal unterhalb des Mühlgrabens in die Pulsnitz geleitet werden sollten.
In den Jahren 1661 und 1680 wurde bestätigt, dass die Breslauer Straße wegen der Pestgefahr über Bautzen, Ortrand und Strehla führt. Im Jahr 1682 wurde sie aber bereits nach Ruhland und Kroppen mit Anschluss über Großenhain und Königsbrück umgelegt. Im Jahr 1682 wurde in Ortrand eine Garnison errichtet, dadurch ließ sich auch der erste Arzt in der Stadt nieder.
Während des Nordischen Kriegs kam es am 19. April 1707, verursacht durch die schwedischen Truppen, zum vierten Stadtbrand. Der Brand zerstörte 60 Wohngebäude sowie einige Malzhäuser und das Lindenauer Torhaus mit der Hauptwache und beschädigte die Pfarrkirche. Bis zum Jahr 1736 zahlte die Stadt Kontributionsgelder zurück.
Am 16. September 1778 kam es in der Vorstadt durch Brandstiftung von Bettlern zu einem erneuten Brand. Betroffen waren 17 Scheunen und 25 Wohnhäuser darunter die Friedhofsgasse mit dem 1602 erbauten Pfarrhaus. Eine Aufstellung aus dem Jahr 1679 weist 102 bewohnte und 100 unbewohnte Häuser aus. Im Ort lebten 700 Einwohner, darunter vier Händler, sechs Bäcker, sieben Fleischer, acht Leineweber, 44 Wollmanunfakturweber, 102 Brauer und 67 andere Handwerker. Hauptbeschäftigungszweige waren das Herstellen von Tuchen und Bierbrauen. Das Ortrander Bier war sehr begehrt. Im Jahr 1697 wurden 468 Fass gebraut und teilweise an den Hof in Dresden verschickt. Schon zu Zeiten Johannes Lindners lebte die Stadt vorwiegend vom Hopfenanbau. Später verlor die Brauerei wegen des Meilenzwangs ihre Bedeutung, und sie besteht jetzt nicht mehr.
Im Jahr 1771 trat aufgrund von Schlechtwetterperioden eine Hungersnot ein, bei der Strohdächer abgedeckt wurden, um das Vieh zu füttern. Die Zimmerer- und Mauerinnung gründeten sich 1775. Die Ortrander Garnison musste sich 1812 am napoleonischen Russlandfeldzug beteiligen. Mit Napoleon verbündete westfälische Truppen rasteten am 15. Juni 1812 in Ortrand. Nach dem Feldzug zogen ab dem 6. März 1813 Bayern, Westfalen, Russen und russisch-preußische Truppen in Ortrand ein.
Im Ergebnis des Wiener Kongresses kam Ortrand mit weiteren sächsischen Gebieten am 22. Mai 1815 unter preußische Herrschaft. Von 1816 bis 1947 war Ortrand Teil des Kreises Liebenwerda in der preußischen Provinz Sachsen. 1820 lebten 1500 Einwohner in der Stadt, wobei das Militär einberechnet ist, denn Ortrand war Garnisonsstadt.

### Nach dem Zweiten Weltkrieg
1947 wurde die Provinz Sachsen Teil des neu gegründeten Landes Sachsen-Anhalt in der sowjetischen Besatzungszone. Mit der Verwaltungsreform in der DDR im Jahr 1952 kam Ortrand zum Kreis Senftenberg im Bezirk Cottbus (1990–1993 im Land Brandenburg). Seit der Kreisreform 1993 liegt die Stadt im Landkreis Oberspreewald-Lausitz.

### Burkersdorf
Das nördlich der Pulsnitz und damit in der Oberlausitz gelegene Dorf Burkersdorf wurde 1960 nach Ortrand eingemeindet. 1802 lebten 235 und 1820 220 Einwohner in dem Ort, der einst zum Rittergut Lindenau gehörte. Gepfarrt war Burkersdorf bis in die 1990er Jahre nach Kroppen, seitdem nach Ortrand.

## Bevölkerungsentwicklung
| Jahr | Einwohner |
| ---- | --------- |
| 1875 | 1 372     |
| 1890 | 1 447     |
| 1910 | 1 638     |
| 1925 | 1 828     |
| 1933 | 1 829     |
| 1939 | 1 910     |

| Jahr | Einwohner |
| ---- | --------- |
| 1946 | 2 518     |
| 1950 | 2 505     |
| 1964 | 3 143     |
| 1971 | 3 152     |
| 1981 | 3 049     |
| 1985 | 3 070     |

| Jahr | Einwohner |
| ---- | --------- |
| 1990 | 2 839     |
| 1995 | 2 739     |
| 2000 | 2 634     |
| 2005 | 2 504     |
| 2010 | 2 265     |
| 2015 | 2 154     |

| Jahr | Einwohner |
| ---- | --------- |
| 2020 | 2 033     |
| 2021 | 2 054     |
| 2022 | 2 057     |
| 2023 | 2 025     |
| 2024 | 1 996     |

Gebietsstand des jeweiligen Jahres, Einwohnerzahl: Stand 31. Dezember (ab 1991), ab 2011 auf Basis des Zensus 2011, ab 2022 auf Basis des Zensus 2022

## Politik

### Stadtverordnetenversammlung
Die Stadtverordnetenversammlung von Ortrand besteht aus 12 Stadtverordneten und dem ehrenamtlichen Bürgermeister. Die Kommunalwahl am 9. Juni 2024 führte bei einer Wahlbeteiligung von 72,6 % zu folgendem Ergebnis:
| Partei / Wählergruppe                 | Stimmenanteil 2019 | Sitze 2019 |  | Stimmenanteil 2024 | Sitze 2024 |
| ------------------------------------- | ------------------ | ---------- |  | ------------------ | ---------- |
| Bürgervereinigung Ortrand (BVO)       | 30,2 %             | 3          |  | 25,9 %             | 3          |
| CDU                                   | 41,3 %             | 5          |  | 25,4 %             | 3          |
| Unabhängige Bürgerliste Ortrand (UBO) | –                  | –          |  | 23,8 %             | 3          |
| AfD                                   | 22,4 %             | 3          |  | 21,8 %             | 3          |
| Einzelbewerberin Gisa Kern            | –                  | –          |  | 03,1 %             | –          |
| Bündnis 90/Die Grünen                 | 06,1 %             | 1          |  | –                  | –          |
| Insgesamt                             | 100 %              | 12         |  | 100 %              | 12         |

### Bürgermeister
- 1990–1993: Reinhard Kißro
- 1993–2003: Alf Korn (DSU)
- 2003–2014: Ingo Senftleben (CDU)[16]
- 2014–2022: Niko Gebel (CDU)[17]
- seit 2022: Maik Bethke (parteilos)[18]

Bethke wurde bei der Bürgermeisterwahl am 9. Juni 2024 mit 60,4 % der gültigen Stimmen für eine Amtszeit von fünf Jahren gewählt.

### Wappen
| Wappen von Ortrand | Blasonierung: „In Gold ein doppelt-geschwänzter schwarzer Löwe mit roter Bewehrung und Zunge.“ |
| Wappen von Ortrand | Wappenbegründung: Das Wappen von Ortrand besteht vermutlich seit dem 13. Jahrhundert, nachdem der Ort in Besitz der Wettiner gelangte und zur Stadt erhoben wurde, denn es ist mit dem Wappen der Wettiner Markgrafen von Meißen identisch. Das Wappen wurde am 22. Mai 2012 genehmigt. |

### Flagge
Die Flagge ist schwarz-gelb-schwarz (1:1:1) gestreift und mittig mit dem weiß bordierten Stadtwappen belegt, das in seinem Bereich die Randstreifen teilweise überdeckt.

### Städtepartnerschaften
Seit 2006 unterhält die Stadt Ortrand eine Städtepartnerschaft mit der polnischen Stadt Żagań in der Woiwodschaft Lebus.

## Sehenswürdigkeiten und Kultur

### Bauwerke
In der Liste der Baudenkmale in Ortrand und in der Liste der Bodendenkmale in Ortrand stehen die in der Denkmalliste des Landes Brandenburg eingetragenen Denkmale.

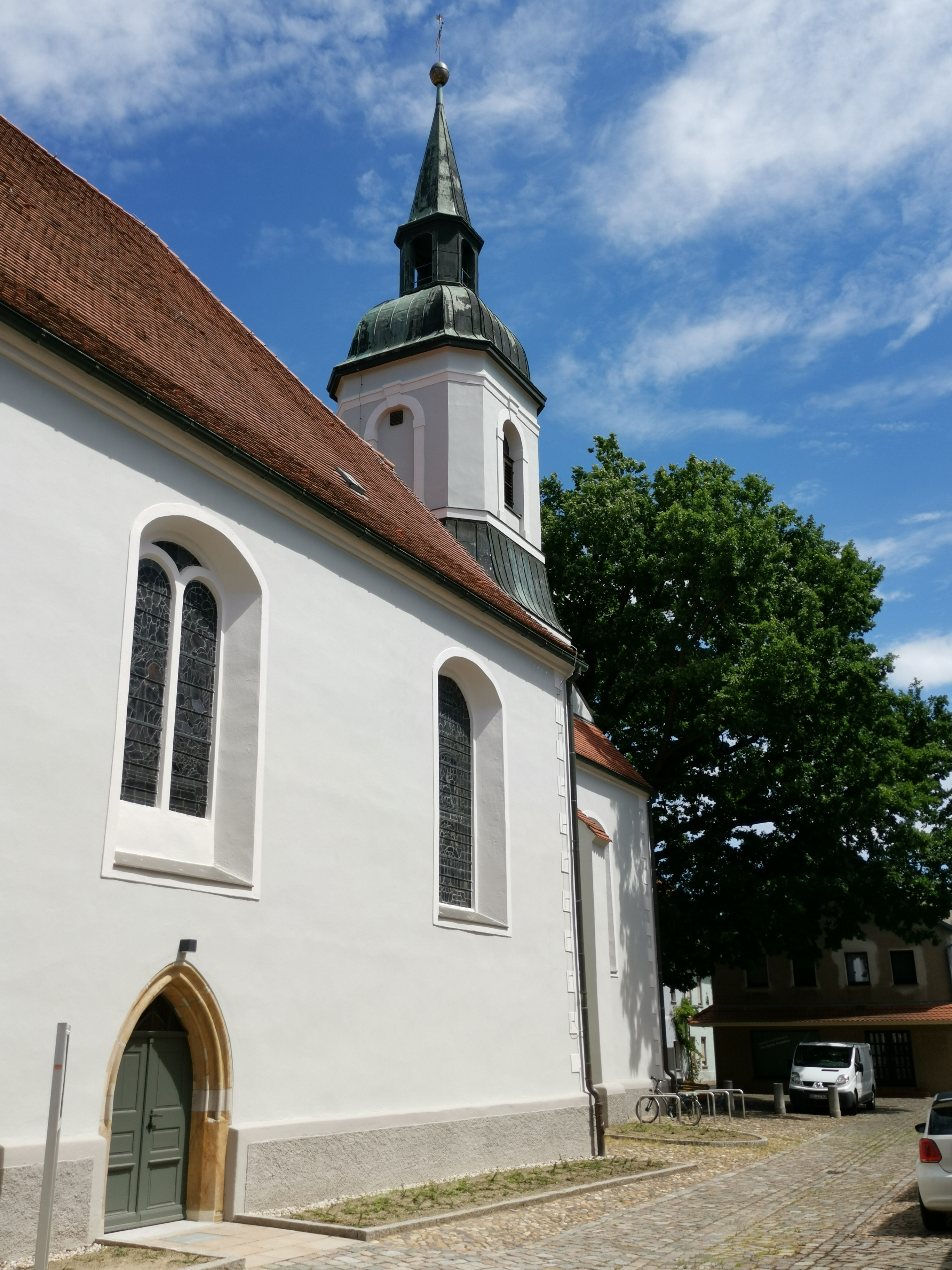
Stadtkirche St. Barbara

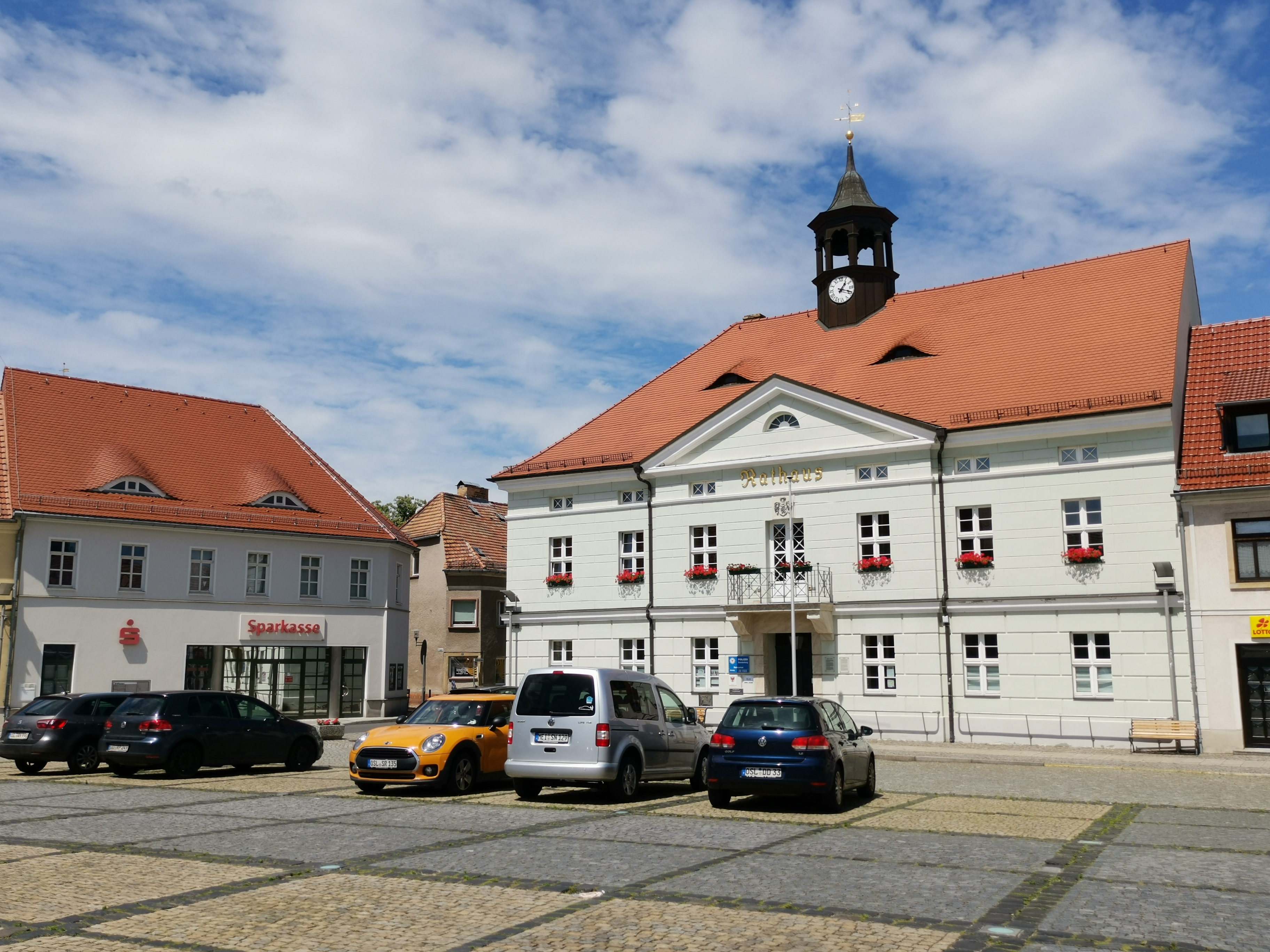
Rathaus

Das Stadtbild wird von den beiden Kirchen St. Jakobus und der Stadtkirche St. Barbara geprägt. Erstere wurde vor 800 Jahren erbaut und ist das älteste erhaltene Gebäude der Stadt. Die Kirche St. Barbara wurde im 16. Jahrhundert errichtet und nach einem Brand durch den Erbauer der Dresdner Frauenkirche George Bähr mit einem Turm versehen, Ende der 1980er Jahre wurde der Innenraum von Friedrich Press neu gestaltet. Der Marktplatz mit dem Rathaus und den umliegenden Gebäuden sowie der rekonstruierten kursächsischen Postdistanzsäule bildet ein gelungenes Ensemble.
Das Lehnsmühlschloss ist ein ehemaliges Gutshaus.

### Museen
- Stadtgeschichts- und Schradenmuseum

### Musik
Im Jahr 2006 feierte der Spielmannszug Ortrand e. V. sein 20-jähriges Jubiläum. Besondere Höhepunkte in den vergangenen Jahren waren die Teilnahme an den Deutschen Turnfesten in Dortmund, Hamburg und München, den Bundesturnfesten des Österreichischen Turnerbundes in Graz, Krems und Salzburg sowie am Internationalen Musik- und Majorettenfestival im niederländischen Roermond. Im Rahmen dieser Auftrittsreisen konnten immer wieder gute bis herausragende Ergebnisse bei teilweise internationaler Konkurrenz erzielt werden, u. a. für musikalische und choreographische Darbietung sowie für die Stabführung. Im Jahr 2004 war der Spielmannszug Ortrand e. V. Gast beim Landesturnfest Rheinland-Pfalz in Koblenz und beim „Summer in the City“ in Luxembourg, wo er sein musikalisches Können präsentierte. Auf Einladung der Staatskanzlei des Landes Brandenburg vertrat das Orchester die Landesfarben bei der Musikparade anlässlich des Tages der Deutschen Einheit am 3. Oktober 2005 in Potsdam. Zu Beginn des Jahres 2006 wurde der Spielmannszug Ortrand e. V. aufgrund seiner Auftritte und seiner Arbeit für und in der Region offiziell zum ersten „Freund der Lausitz“ ernannt.
Im Bereich Pop/Rock etablierte sich die Ortrander Musikgruppe „Leo Hört Rauschen“ weit über die Stadtgrenzen hinaus zu einer gefragten Clubband mit zahlreichen Auftritten im In- und Ausland. 2004 als Punkrockband mit dem Namen „Funny Farm“ gegründet, kam es 2011 zum Wandel der Musik und des Bandnamens. Seitdem sind Leo Hört Rauschen gefragte Vertreter der Art-Wave-Postpunk-Bewegung der frühen 2000er. Mit ihrer rauen Klangästhetik und dem Verzicht auf große Effekte verweigert sich diese Band den üblichen Produktionsmethoden und verwöhnt Liebhaber der erfreulichen Monotonie mit Klängen à la Deutsch Amerikanische Freundschaft, Joy Division und Die Goldenen Zitronen.
Die Mitwirkung der Band am Theaterfestival „Radikal Büchner“ im Weltkulturerbe Bauhaus Dessau wurde für das ZDF dokumentiert und mit der Ausstrahlung eines einstündigen Films gewürdigt.

### Regelmäßige Veranstaltungen
Seit 2003 findet am ersten Mai-Wochenende das Stadt- und Musikfest statt. Gemeinsam mit den Vereinen der Stadt organisiert der örtliche Unternehmerverein dieses Fest.

## Wirtschaft und Infrastruktur

### Unternehmen
Die Ortrander Eisenhütte GmbH ist eine Gießerei, in der dünnwandige gewichtssparende Eisengussprodukte für die Automobilindustrie, den Herd- und Ofenbau sowie die Haushaltsgerätebranche hergestellt werden. Sie hat etwa 300 Mitarbeiter, ihr Jahresumsatz liegt bei 45 Millionen Euro, die Exportquote bei 70 Prozent (Stand 2016). Die Eisenhütte besteht seit 1887. Der VEB Eisenhütte Ortrand war bis 1987 zeitweise Teil des Kombinats Gießereianlagenbau und Gußerzeugnisse Leipzig und zuletzt dem Kombinat Industriewaren Rathenow unterstellt. Im Jahr 1992 wurde das Unternehmen von der Treuhandanstalt privatisiert. Im Dezember 2024 musste die Ortrander Eisenhütte zum zweiten Mal innerhalb von rund fünf Jahren Insolvenz anmelden.
Die PolymerTechnik Ortrand GmbH (PTO) als Textilbeschichtungsunternehmen entwickelt und produziert elastomerbeschichtete Gewebe sowie Elastomerbahnen ohne Gewebeeinlage. Das Unternehmen entstand im Jahr 1992 durch Umwandlung im Zuge der Reprivatisierung durch die Treuhandanstalt aus dem VEB Gummiwerk Ortrand. 2014 war das Unternehmen Preisträger des Zukunftspreises Brandenburg. Im Geschäftsjahr 2020 erwirtschaftete das Unternehmen mit 172 Mitarbeitern einen Umsatz in Höhe von 29,5 Mio. Euro. Seit 2006 ist das Unternehmen Teil der Kasseler Hübner Gruppe.

### Verkehr
Ortrand liegt an den Landesstraßen L 55 nach Ruhland und L 59 nach Gröditz. Westlich der Stadt verläuft die Bundesautobahn 13. Die Anbindung erfolgt über die Anschlussstelle 18 Ortrand.

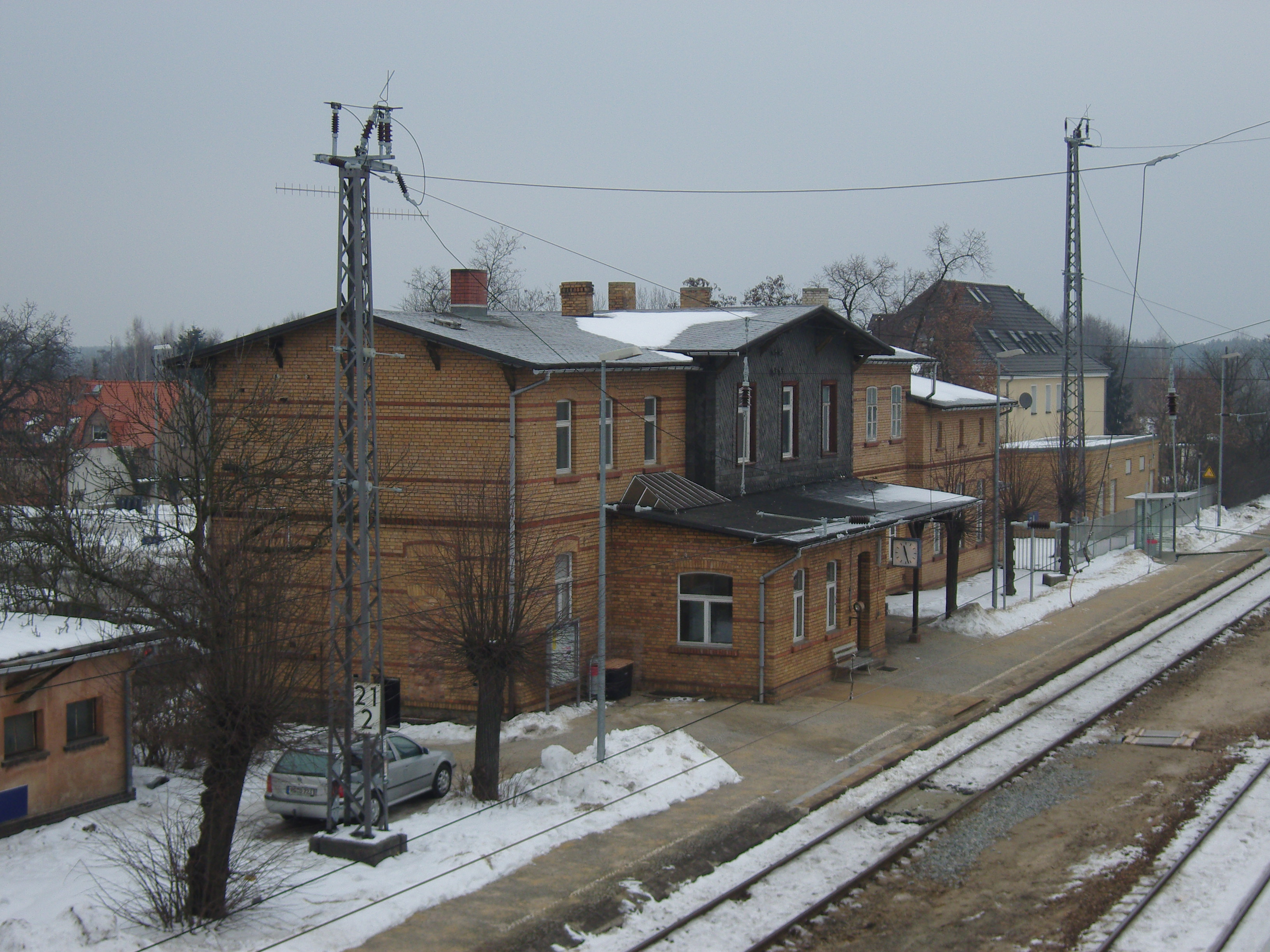
Bahnhof Ortrand

Der Bahnhof Ortrand an der Bahnstrecke Großenhain–Cottbus wird im Personenverkehr sowohl im VBB als auch im VVO-Tarif durch die Regional-Express-Linien RE 15 Hoyerswerda–Dresden Hauptbahnhof und RE 18 Cottbus–Dresden Hauptbahnhof bedient.

## Persönlichkeiten

### Söhne und Töchter der Stadt
- Urban Gaubisch (1527–1612), Buchdrucker
- Balthasar Kademann (1533–1607), Superintendent in Pirna, Gegner des Kryptocalvinismus[27]
- Johann Michael Weiß (1648–1726), Theologe
- Johann Gregor Fuchs (1650–1715), Baumeister des Barock in Dresden und Leipzig
- Friedrich Gotthelf Kummer (1782–1854), sächsischer Münzbeamter
- Karl Wilhelm Kummer (1785–1855), Globenhersteller und Pappmachékünstler
- Max Samst (1859–1932), Schauspieler und Theaterleiter
- Paul Lindau (1881–1945), Bildhauer
- Bodo Martin Vogel (1900–1954), Schriftsteller
- Matthias Gretzschel (* 1957), Theologe und Publizist
- Lutz Heßlich (* 1959), Bahnradsportler, Olympiasieger 1980 und 1988
- Gloria Siebert (* 1964), Leichtathletin
- Jörg Junhold (* 1964), Direktor des Leipziger Zoos

### Mit der Stadt verbundene Persönlichkeiten
- Caspar Ratzenberger (1533–1603), Botaniker, in Ortrand gestorben
- Rudolph Friedrich von Wichmannshausen (1711–1792), Theologe, von 1738 bis 1739 Oberpfarrer in Ortrand
- Christian Heinrich Schreyer (1751–1823), Theologe, ab 1801 Pfarrer in Ortrand[28]
- Karl Heinrich Grumbach (1790–nach 1851), Theologe, Rektor und Diakon in Ortrand
- Ingo Senftleben (* 1974), Politiker (CDU), in Ortrand aufgewachsen